# Dinotrema merianae
Dinotrema merianae is een insect dat behoort tot de orde vliesvleugeligen (Hymenoptera) en de familie van de schildwespen (Braconidae). De wetenschappelijke naam van de soort werd voor het eerst geldig gepubliceerd door Kittel 2016.
Dinotrema merianae Kittel is een nomen novum voor Dinotrema concinnum Tobias, 2007. Dinotrema concinnum was al in gebruik als Dinotrema concinnum (Haliday, 1838). In 2016 heeft Kittel het voorstel gedaan voor de hernoeming naar Dinotrema merianae
De soort is vernoemd naar Maria Sibylla Merian.